# チェ・ヒュンキュン
チェ・ヒュンキュン（朝鮮語: 최현경、英語: Hyung Kyung Choi、1980年 - ）は、大韓民国出身のフィギュアスケート選手（女子シングル）。現在はコーチ兼振付師。1996年・1998年世界選手権韓国代表。

## 経歴
選手としては1990年代半ばの韓国代表として世界ジュニア選手権や世界選手権に出場した。
引退後はコーチとなり、キム・ジンソ、郭珉整、イ・ホジョン、キム・ナヒョンなど、韓国の国内選手を中心に指導を行う。

## 指導した主な選手

### 男子シングル
- キム・ジンソ
- イ・シヒョン

### 女子シングル
- 郭珉整
- イ・ホジョン
- キム・ナヒョン
- イ・ドンウォン
- イ・ホジョン
- イム・ウンス
- ユ・ヨン
- イ・ヘイン
- キム・イェリム (2023年四大陸選手権銀メダリスト)
- キム・チェヨン (2024年世界選手権銅メダリスト)
- キム・ユソン
- ウィ・ソヨン

## 主な戦績
| 大会/年            | 1994-95 | 1995-96 | 1997-98 |
| ------------------ | ------- | ------- | ------- |
| 世界選手権         |         | 33      | 29      |
| 世界ジュニア選手権 | 38      |         |         |
| シェーファー記念   |         |         | 19      |